# Jorge Monteiro
Jorge Filipe Monteiro dos Santos Lourenço, meglio noto come Jorge Monteiro (Porto, 15 agosto 1988), è un calciatore portoghese, attaccante svincolato.

## Carriera
Vanta 9 presenze nelle competizioni UEFA per club.

## Palmarès

### Club
- Campionato cipriota: 1

AEL Limassol: 2011-2012

### Individuale
- Capocannoniere del campionato cipriota: 1

2013-2014 (18 gol, ex aequo con Gastón Sangoy e Marco Tagbajumi)